# 七海映子
七海 映子（ななみ えいこ、1965年11月17日 - ）は、日本の女優、声優。東京都世田谷区出身。MILLENNIUM PRO所属。血液型はA型。

## 来歴
1981年春、高校に入学してすぐにタレント養成所に入所し、約2年間レッスン生として勉強をしつつテレビドラマや映画のエキストラ、舞台経験を積むが、高校3年生のときに退所。
2008年1月、インターナショナルメディア学院に入所し、同年4月にIAMエージェンシー所属となる。
2010年11月にIAMエージェンシーを退所、2011年7月にMILLENNIUM PRO所属となる。
役者としての活動以外にはワークショップの演技講師や朗読劇の脚本・演出も手掛けている。

## 人物
幼稚園の頃の将来の夢は「カラスになって空を飛ぶ」だったと母親談。人形遊びなどはほとんどせず、ミニカーやプラレールがお気に入りの玩具だった。幼少期より演じることが好きで、自宅で好きなアニメキャラを描きながら一人でセリフを喋っていたという。小学校では人形劇クラブ、放送委員会、中学校では演劇部で活動していた。
高校生のときに入所したタレント養成所も大学受験を目前にして親の反対を受け、泣く泣く退所することとなる。その頃に発症した強迫性障害がきっかけで、短大では心理学を専攻。卒業後に社会福祉系の大学へ再入学した。
卒業後はモータースポーツ系の企業へ就職し、のちに4tトラックドライバーとして日本全国走り回るなどアクティブな一面も持ち合わせている。当時愛車だったトラックはいすゞFORWARDMAXで愛称をアルテミスとしていた。20代の頃には原付で四国一周、400ccのバイクで九州一周、普通免許取得後は乗用車を乗り回し、1年間で約7万km走行した。
アルバイト経験も豊富で列車の車内販売、コンビニ、パチンコ店、ビアホール、百貨店の電話交換手、コールセンターなど多岐に渡っている。
42歳にして昔の夢を諦めきれず、心機一転声優養成所へ飛び込み、遅いスタートというリスクもそれまでの人生経験という武器ではねのけ、芸能界デビューを果たした。
趣味は一人居酒屋めぐり、一人旅。日本国内では沖縄県以外すべて訪れている。娯楽として時々パチスロに興じる。

## 出演

### テレビ
- NHK「銀河テレビ小説　ふたりでひとり」陸上競技場観客役（1981年）
- YTV「FACE-MAKER[9]」#11 黒田理子の母役（2010年）
- TBS「LADY〜最後の犯罪プロファイル〜[10]」#4 吉野の妻役（2011年）
- CX「大切なことはすべて君が教えてくれた[11]」教師役（2011年）
- WOWOW「CO 移植コーディネーター」看護師役（2011年）
- TBS「3年B組金八先生 ファイナル[12] 最後の贈る言葉」保護者役（2011年）
- CX「幸せになろうよ[13]」結婚相談所会員役（2011年）
- TBS「美男ですね[14]」パーティー客役（2011年）
- TBS「桜蘭高校ホスト部[15]」父兄役（2011年）
- NHK「ラストマネー～愛の値段～[16]」#2 福田豊の妻役（2011年）
- TBS「南極大陸[17]」観測隊員の妻役（2011年）
- CX「蜜の味[18]」看護師役（2011年）
- CX「私が恋愛できない理由[19]」#6 剣道大会アナウンス／#8 視聴者プレゼント告知ナレーション（2011年）
- TBS「白戸修の事件簿[20]」#7 店内アナウンス／デパート客役、#9,#10 人質役（2012年）
- MBS・CBC・MX「RUN60」第2章 山田泉役（スチールのみ）（2012年）
- CX「ドクロゲキ2」#1「信じる。」 女性市民役（2012年）
- TBS「サマーレスキュー」#8 主婦役（2012年）
- NHK「あさイチ」シリーズ・オンナの選択“介護で不幸にならない方法”再現ドラマ（2013年）
- TBS「半沢直樹」#1,#3,#5 奥様会主婦役（2013年）
- テレビ東京「リミット」#5 葬儀参列者役（2013年）
- TOKYO-MX「スパルタンMX」ボイストレーニング講師（2013年）
- CX「Mr.サンデー」再現VTR　木原純子先生役（2013年）
- CX「Oh,My Dad!!」#11 運動会アナウンス（2014年）
- TBS「Dr.DMAT」#8 アナウンサー役（2014年）
- WOWOW「罪人の嘘」傍聴人の声（2014年）
- TBS「ペテロの葬列」インターフォン越しの女性の声（2014年）
- TBS「最強のオンナ」派遣会社社員役（2014年）
- TBS「月曜ゴールデン スクープ 遊軍記者・布施京一」報道局タイムキーパー役（2015年）
- NTV「花咲舞が黙ってない」#3 銀行員役（2015年）
- NTV「お迎えデス。」#1 弔問客役（2016年）
- TBS「テレビ史を揺るがせた100の重大ニュース」再現VTR『国鉄鶴見事故（1963年）』一昭さんの母ツナさん役（2016年）
- EX「刑事7人」#4 支援団体職員役（2016年）
- TBS「せいせいするほど、愛してる」#4,#5 看護師の声（2016年）
- CX「コード・ブルー -ドクターヘリ緊急救命- THE THIRD SEASON」レギュラー看護師役（2017年）
- TBS「陸王」#1 スポーツショップ店員の声、#5 看護師の声、#6 タチバナラッセル事務員役（2017年）
- TBS「コウノドリ」#3 地域保健師 内田役（2017年）
- TBS「義母と娘のブルース」#1 アスレチック係員役、#3 児童の父兄役（声のみ）2018年）
- TBS「中学聖日記」#9 観光案内所係員役（2018年）
- CX「フジテレビ開局60周年特別企画『レ・ミゼラブル 終わりなき旅路』」看護師役（2019年）
- NTV「3年A組-今から皆さんは、人質です-」#10 通行人妻役（2019年）
- TBS「集団左遷!!」#7 デパート客役（2019年）
- TBS「MIU404」#4 児童養護施設長 中島好子役（2020年）
- TBS アンチヒーロー 第1話（2024年4月14日）[21]

### 映画
- 「あゝ野麦峠 新緑篇」山本薩夫監督／女工役（1982年）
- 「CAGE」杉山監督／携帯電話自動音声のボイス（2017年）
- 「劇場版コード・ブルー -ドクターヘリ緊急救命-」看護師役（2018年）

### 舞台
- 劇団フジ「ミュージカル マッチ売りの少女」こっけいな女役  演出:田村丸　主演:谷本重美（現・小川範子）　＠砂防会館（1982年11月）
- DancingNezumiProject「小河慶子」黒川瑞樹役  演出:中村ノゾム　主演:小河慶子　＠アイピット目白（2010年12月～2011年1月）
- タンバリンステージプロデュース「鬼斬」前説イベント  演出:まつだ壱岱　主演:服部翼　＠新宿村LIVE（2014年12月）
- Enthena PLAY UNION[22] 第一回公演「好きな事を自由にやる人々」より「オカルト研究#8 憑依」竹田の母役  演出:市川大貴　主演:市川大貴　＠あさくさ劇亭（2015年5月）
- Enthena PLAY UNION[22] 第二回公演「年の始めのためしとて」より「ムサシノキスゲ」山見マキコ役  演出:中井ゆりこ　主演:鷹松宏一　＠萬劇場（2016年1月）
- Enthena PLAY UNION[22] 第四回公演「あなたと私、月の舟」より「我が青春の高校生クイズ」女子高生、小茂田立彦母、えびはら武司アシスタント役  演出:IKKAN　主演:新田健太　＠上野ストアハウス（2016年10月）
- AGN@Enthenaプロデュース「フルコンタクト！～松風少年院・第七分院くすのき寮合唱団～」杉田あやめ役  脚本:蛭田直美　演出:福島敏朗　主演:宮澤もえみ　＠萬劇場（2017年5月）
- Enthena PLAY UNION[22] 第五回公演「真夏の果実の花の頃。」より「渡る夜空は星ばかり」大島貴美子役  演出:市川大貴　主演:大崎捺希　＠シアター風姿花伝（2017年6月）
- DomixモーションコミックLive7「ザ・ベスト」より「ZOMBIEMEN消防士篇」トビー母役  演出:鈴木健人　＠1010シアターミニシアター（2018年6月）
- DomixモーションコミックLive8「咲也此ノ花」より「異形の花」義信の妻役、「びんずるうどん」参拝客役  演出:名嘉高志　＠武蔵野芸能劇場（2018年9月）
- IFの時間プロデュース「ネムリメグル」色鞠 楓役  脚本:桃原秀寿　演出:石坂文広　主演:麻鳥桃世　＠中野あくとれ（2018年10月）
- 朗読劇「らせんかいろ2019」より「サヨナラナミダ」ホッグばあさん役、「生きる希望の物語」街人5役  脚本:舟橋泉美　原作:長谷川すぐみ　演出: 齋藤裕介　＠コフレリオ新宿シアター（2019年5月）
- 朗読劇「はだしのゲン」ラッキョウ、幸吉役  脚本:岡本光徳　原作:中沢啓治　演出:神田裕司　主演:榎あづさ　＠調布グリーン小ホール（2019年8月）
- 舞台「ピオフィオーレの晩鐘～運命の白百合～」[23][24]ソフィア役  脚本:村上典子　演出:吉田武寛　主演:松田裕　＠シアターサンモール（2019年10月）

### テレビCM
- 「公式携帯サイト 細木数子六星占術」（2011年）
- 「サントリー 極の青汁」（2012年）
- 「大阪王将」ナレーション（2013年）
- 「西友　夏ギフト主婦ラップ2013」（2013年）
- 「西友　みなさまの味番付～アイドル篇～」（2013年）
- 「舞台　不機嫌なモノノケ庵」ナレーション（2016年）

### 外画吹替
- 「アメリカン・バナナパイ」ミセスG役
- 「ブラック・インフェルノ EPISODE1 地球からの逆襲」女役
- 「ブラック・インフェルノ EPISODE2 破滅へのカウントダウン」サラ母役
- 「更年奇的な彼女」近所のおばさん／女性店員／管理人 役

### ボイスオーバー
- 「マイケル・ジャクソン　ヒストリー：キング・オブ・ポップ　1958-2009」マーサ・リーヴス 役／キャサリン・ジャクソン 役

### アニメ
- 「月刊！しげちゃんねる」ナレーション／子育て危鬼（2011年4月～2012年3月）
- 「おかあさんはエコアイドル[25]」丸山ももよ役／ももぽよ役（2011年4月～2013年3月）
- 「ハプニングスター☆～地球人の知らない冒険～」ナレーション
- 「進め！環境リサイクル課」才門チエ役（2013年4月～2014年3月）
- 「けものフレンズ」[26]フォッサ役（2017年1月）

### ラジオ
- ラジオ大阪「堀川りょうの声優への道」ラジオドラマ
- レインボータウンFM「おにぎり on the Radio」アシスタントMC／ゲスト（2013年～2014年）
- RADIO365[27]「気ままにJUKEBOX」幕末爆音伝[28]スペシャル ゲスト（2019年11月）

### WEB
- WALLOP放送局CMナレーション
- WALLOP放送局「さすらいびと大絶賛温故知新探訪中」パーソナリティ
- WALLOP放送局「姫トラがゆく！」パーソナリティ
- 大和ハウス工業「エコ未来設計図」キャラクターボイス
- 住友スリーエム「Scotch毎日つくろう夏休みファミリー工作」キャラクターボイス
- 1000ch「オカルト研究#8 憑依 YouTube特別ver.」
- SoftBankウェブCM「ソフトバンクショップ『初めての親孝行』篇」母親役
- 大日本印刷DreamPagesフォトブック
- チバニアンポッドキャスト CMナレーション
- ひかりTV「取り立て屋ハニーズ」#11 聡子の元同僚役（2021年）
- AHS公式生放送 第187回ゲスト

### ゲーム・アプリ・ボイスドラマ
- MMORPG「鬼斬[29]」三つ目すまし／大百足 百手／血濡れ入道 役、他多数
- SF戦略シミュレーションゲーム「アストロ娘」オペレーター 役、カリナ 役、ヒナ 役、トモミ 役、マリア 役、ライカ 役、公式PVナレーション
- ボイスドラマ「HIROKANA『初-introduction-』」高遠香子 役
- ボイスドラマ「食罪ノ娘」白城光江 役
- ゲーム「t.o.s～invisible destiny～」美麗 役
- ボイスドラマ「鬼っ子ハンターついなちゃん[30]」後鬼 役、その他サブキャラクター多数
- ドラマCD 小鳥団「プラ研です。」宇津巻市青少年科学館・佐々木館長 役
- アプリ「ちょこっとタロット占い」世界 役
- 連続ラジオドラマ小説「幕末爆音伝」弁財天 役
- ボイスドラマ「夜神灯-Yagami-番外 魔風退散編」ホノコ姫 役
- 連続ラジオドラマ小説「FRANKEN AI’s」語り部A
- えほんわーるど「マッチ売りの少女」おばあちゃん役・「ジャックと豆の木」巨人の女役
- RAZIDRA「十七少年物語」建野志織役・「そよ風にのせて」定食屋の女将役・「ブラインドシャーロック」井上薫子役

### イベント
- 奈良県上牧町サブカルチャーイベント「さぶらいぶ！ぺが！！vol.4[31]」内、生アフレコライブ「大和まほろば奇鬼妖神[32]　人狼の里 編」リアン・フェルナンデス役、リンダ・ファーイ役、人狼姉役

### その他
- 合成音声ソフト「VOICEVOX」後鬼
- 音声素材ソフト「ぴた声」後鬼

### 脚本・演出
- AGN@Enthena[22]プロデュース朗読劇「銀河鉄道の夜」脚本・演出＠あさくさ劇亭（2016年3月）
- AGN@Enthena[22]プロデュース朗読劇「夢十夜」脚本・演出＠赤坂CHANCEシアター（2016年8月）
- AGN@Enthena[22]プロデュース朗読劇「雪の女王」脚本・演出＠赤坂CHANCEシアター（2016年12月）
- AGN@Enthena[22]プロデュース朗読劇「ピーター・パン」脚本・演出＠赤坂CHANCEシアター（2017年3月）
- Enthena[22]プロデュース朗読劇「美女と野獣」脚本・演出＠赤坂CHANCEシアター（2017年8月）
- Enthena[22]プロデュース朗読劇「くるみ割り人形」脚本・演出＠赤坂CHANCEシアター（2017年12月）